# Кривошеев, Денис Геннадьевич
Кривошеев Денис Геннадьевич — (род. 6 марта 1977, Петропавловск, Северо-Казахстанская область) — казахстанский журналист.

## Биография
В период с 1998 по 2003 годы обучался в Северо-Казахстанском государственном университете на историко-филологическом факультете по специальности «Журналистика». Защитил дипломную работу на тему «Новые технологии в PR и управление PR-процессами».
В 2000 году — корреспондент Петропавловского отделения ТРК «31 канал».
В 2000 году — советник по связям с общественностью в СП «Newwin oil».
В 2002 году — коммерческой директор газеты «Мегаполис» при медиахолдинге ТРК «31 канал» (Алматы).
В 2003 году — исполнительный директор — кризис-менеджер в газете «КурсивЪ».
В 2004 году — политконсультант в предвыборном штабе кандидата в депутаты от Северо-Казахстанской области.
В 2005 году — генеральный продюсер радио «SHAHAR FM». Осуществил ребрендинг радио в «Energy FM». Добился увеличения продаж на 370 %, что стало залогом финансовой устойчивости компании.
С 2008 года независимый журналист. Сотрудничал с крупнейшими изданиями страны в качестве колумниста (Zakon.kz, Нур.kz, 1 канал и др.).

## Деятельность
Занимается расследовательской журналистикой. В поле интересов входят представители олигархических групп, в том числе приближенные и члены семьи экс-Президента Республики Казахстан Н. А. Назарбаева.
Автор тезиса «Конституция — не учебник истории», ставшего слоганом кампании за проведение конституционных реформ с целью исключения норм о статусе Елбасы и членов его семьи.
Создал принт на одежде «Платон мне друг, но истина дороже», на котором изображены К. Боранбаев, К. Масимов, Т. Кулибаев во время интервью с экс-Премьер-Министром С. Ахметовым.

### Проекты
Автор проекта «Деньги вперед» на радио «Energy FM».
В 2013 году после 5 лет вещания передача переформатирована в клуб, где обменивался мнениями по актуальным вопросам с известными экспертами, экономистами, банкирами.
Телепрограмма «Большая неделя с Д. Кривошеевым» стала одной из первых телепрограмм, которая предприняла попытку дать оценку событиям, приведшим к «Январской трагедии».
Ведёт ток-шоу «Krivosheev.live» на телеканале «Жибек Жолы», в рамках которого проводятся встречи с экспертами, общественными и государственными деятелями, и обсуждается политическая и экономическая повестка.
Телепроекты:
- «Интервью с Кривошеевым» (телеканал «Khabar»)[5]
- «Большая неделя» (телеканал «Khabar»)[6]
- «Большая неделя с Д. Кривошеевым»
- «Krivosheev.live» (ТРК «Жибек Жолы»)

Автор и продюсер проектов:
- «Деньги, вперед!» (независимая новостная служба на «Energy FM»)
- «Алматы City Music» (музыкальная программа по заказу ТРК «Алматы»)
- Программа «Центр» (новостная служба телеканала «ТАН»)

### Основные темы материалов
В своих публикациях прибегает к конструктивной критике государственных органов, местных исполнительных органов и представителей политических партий.
Является сторонником последовательного и планомерного развития политики триединства языка. Выступает за создание национальной программы грамотности по казахскому языку, которая могла бы институционализировать и стандартизировать процесс изучения государственного языка.
* Комитет гражданской авиации и Авиационная администрация Казахстана
Освещает деятельность ведомств, отвечающих за безопасность казахстанской авиации. В частности, ведомства подвергались критике в связи с отсутствием дорожной карты развития данной отрасли, вопросами ценообразования, проблемами обеспечения безопасности полетов, незаконным строительством вокруг аэропортов.
* Назарбаев Интеллектуальные Школы
Обращал внимание на многомиллиардные траты из бюджета на содержание данных школ по всей стране, что в свою очередь отражает диспропорцию при распределении финансов, выделяемых на образование. Освещал проблемные вопросы в корпоративном управлении, финансовой модели управления, результатах единственного финансового аудита, и казахстанских бенефициарах за рубежом.
* Люстрация олигархов
Выступает за люстрацию и привлечение к ответственности олигархов, чья вина в хищении государственных средств доказуема или уже доказана.
В 2018 году провел журналистское расследование в отношении деятельности БТА Банка и его экс-руководителя Мухтара Аблязова, в ходе которого подробно осветил схемы хищений и вывода средств, а также уличил тех, кто был причастен к данным преступлениям.
* Деятельность Министерства по чрезвычайным ситуациям
С 2020 года освещает проблемы в деятельности Министерства по чрезвычайным ситуациям. Материалы посвящены теме продажи вертолетов, принадлежащих АО «Казавиаспас», и сомнительной эффективности АО «Өрт сөндіруші». При этом глава МЧС Юрий Ильин утверждал, что техника давно уже выработала свой ресурс, однако в России, где сейчас находятся вертолеты, их продолжают использовать. Данная тема приобрела особую актуальность на фоне работ по ликвидации последствий пожара в Костанайской области. 
В 2022 году на фоне ЧС в г. Экибастуз Павлодарской области в связи с аварией на ТЭЦ провел расследование деятельности энергетических компаний Александра Клебанова
* Государственные закупки
Отдельное внимание уделяет правомерности и законности отдельных практик при реализации государственных закупок. Расследует процесс осуществления госзаказа по стратегическим направлениям, реализацию отдельных проектов, их эффективность, выгодополучателей.
* Концепция «Этичный инвестор»
В условиях российско-украинского конфликта позиционирует Казахстан в качестве бизнес хаба, который отвечает интересам, в первую очередь, казахстанского, и во вторую, украинского и российского бизнеса.
Защищает интересы казахстанских работников в компаниях с иностранной долей участия, а также интересы казахстанских потребителей. В 2016 году обратил внимание на то, что казахстанские пилоты авиакомпании «Air Astana» получают в два раза меньше, чем их иностранные коллеги. Выступал в качестве ответчика по искам со стороны Air Astana, решение по которым принимались судом в пользу журналиста.

## Научные издания, труды
Автор труда «За горизонтом событий: 50 конкретных шагов к устойчивому будущему», часть тезисов которой были учтены при подготовке программы «План нации — 100 шагов по реализации пяти институциональных реформ».

## Членство в организациях, ассоциациях
Член Национального курултая.

## Награды
- Почётная грамота Президента РК (2020)
- Медаль «30-летие Независимости» (2021)
- Медаль «Шапағат» (2021)